# Tom van Weert
Tom van Weert (* 7. Juni 1990 in Sint-Michielsgestel) ist ein niederländischer Fußballspieler. Vor seiner Zeit in Dänemark (2018–2021) stand der Mittelstürmer in der Eredivisie unter Vertrag, wo er 114 Spiele (41 Treffer) für Excelsior Rotterdam und für den FC Groningen absolvierte.

## Karriere
Tom van Weert wurde im Ort Sint-Michielsgestel in der Provinz Noord-Brabant geboren und begann bei der ortsansässigen Rooms-Katholieke Voetbalvereniging Sint-Michielsgestel, kurz RKVV Sint-Michielsgestel, mit dem Fußballspielen, bevor er in die Jugend des FC Den Bosch aus ’s-Hertogenbosch, der Hauptstadt der Provinz, wechselte. Sein Debüt in einer Profiliga gab er am 5. Dezember 2008, als er bei der 3:4-Heimniederlage in der Eerste Divisie, der zweiten niederländischen Liga, gegen den FC Zwolle (heute PEC Zwolle) in der 75. Minute für Abid El Idrissi eingewechselt wurde. Drei Monate später, beim 7:1-Auswärtssieg am 6. März 2009 gegen den FC Eindhoven, gelangen ihm seine ersten beiden Pflichtspieltore für die erste Mannschaft des FC Den Bosch. Sein Durchbruch gelang van Weert in der Saison 2012/13, als er in 32 Zweitligaspielen zum Einsatz kam und dabei 17 Tore schoss. In der folgenden Saison verpasste er aufgrund eines Kreuzbandrisses nahezu die komplette Saison, dabei qualifizierte sich der FC Den Bosch für die Auf-und-Abstiegs-Play-offs, in der sie an Excelsior Rotterdam scheiterten (1:3 und 1:2). In der Sommertransferperiode der Saison 2014/15 folgte der Wechsel zu Excelsior aus der Eredivisie, der höchsten niederländischen Spielklasse. Schnell war es Tom van Weert gelungen, sich in der Stammelf zu behaupten. Auch dank seiner 13 Treffer gelang es den Rotterdamern, sich mit dem 15. Tabellenplatz den Klassenerhalt zu sichern. Auch in der folgenden Saison war er Stammspieler, ehe van Weert in den Norden der Niederlande nach Groningen zum ortsansässigen FC wechselte. Auch dort eroberte er sich einen Stammplatz und spielte regelmäßig, ehe ihn eine in der Winterpause zugezogene Knöchelverletzung außer Kraft setzte. Der FC Groningen erreichte die Play-off-Spiele um die Teilnahme an der UEFA Europa League, in denen sie an AZ Alkmaar scheiterten. In der Folgesaison war van Weert wieder Stammspieler und erzielte in 31 Partien 12 Treffer.
Im August 2018 wechselte er nach Dänemark zu Aalborg BK. Auch hier etablierte er sich in der Stammelf und dank 8 Toren von Tom van Weert qualifizierte sich Aalborg BK, nach einem 8. Platz in der regulären Saison, über die Abstiegsrunde für die Play-offs um die Teilnahme an der Europa League. Das internationale Geschäft wurde verpasst, nachdem man in den Ausscheidungsspielen an Aarhus GF gescheitert war. In der Folgesaison erreichte Aalborg BK die Meisterrunde, in der als Tabellenfünfter die Qualifikation für die europäischen Vereinswettbewerbe verpasst wurde. Zudem erreichten die Nordjüten das Finale im dänischen Pokal, wo man als Favorit gegen SønderjyskE mit 0:2 verlor.
Im Juli 2021 wechselte der Spieler ablösefrei nach Griechenland zum Volos NFC. Seit 2022 spielt er beim AEK Athen.